# میدو وودز (فلوریدا)
میدو وودز (به انگلیسی: Meadow Woods) یک منطقهٔ مسکونی در ایالات متحده آمریکا است که در شهرستان اورنج، فلوریدا واقع شده‌است. میدو وودز ۲۹٫۶ کیلومتر مربع مساحت و ۲۵٬۵۵۸ نفر جمعیت دارد و ۲۳ متر بالاتر از سطح دریا واقع شده‌است.